# Бадингер, Чейз
Чейз Эндрю Бадингер (англ. Chase Andrew Budinger; род. 22 мая 1988 года в Энсинитасе, штат Калифорния США) — американский бывший профессиональный баскетболист.

## Карьера в колледже
Бадингер решил поступить в Аризонский университет, хотя он также получил предложения от многих других университетов, в том числе от УКЛА и Университета Южной Калифорнии. В первый сезон он в среднем набирал 15.6 очка за игру, сыграв все 30 матчей в стартовом составе. По окончании сезона Чейз объявил, что планирует расстстаться с Аризоной в своём втором сезоне, несмотря на слухи, что он может быть выбран в начале драфта НБА. Однако позже он заявил, что объявит о выставления своей кандидатуры на драфт и не будет нанимать агента. Большинство аналитиков считало, что он может быть выбран в середине первого раунда предстоящего драфта. Тем не менее в последний день срока подачи заявок для участия в драфте, Бадингер решил остаться в колледже.
После сезона 2008—09 он объявил о драфте во второй раз.

## Карьера в НБА
Бадингер был выбран под 44-м номером на драфте НБА 2009 года командой «Детройт Пистонс» и сразу же был обменян в «Хьюстон Рокетс». 30 марта 2010 года Чейз набрал 24 очка в победной игре с «Вашингтон Уизардс» 98—94. Три дня спустя он повторяет этот результат в выездной игре с «Бостон Селтикс» (119—114). 23 февраля 2011 года в победном матче против «Кливленд Кавальерс» Бадингер набрал 30 очков, установив тем самым собственный рекорд карьеры. Позже в игре против «Миннесота Тимбервулвз» он побил собственный рекорд, набрав 35 очков, забросив 12 из 21 броска в том числе 4 из 8 трёхочковых.
В период локаута НБА 2011 года заключил контракт с российским клубом «Локомотив-Кубань», однако до окончания сделки локаут закончился, а игрок остался в США.
В 2012 году Бадингер принял участие в конкурсе по броскам сверху, где один из данков ему помог выполнить Пи Дидди, но в конечном счёте он проиграл Джереми Эвансу.
25 июня 2012 года был отправлен в «Миннесоту» (вместе с правами на Лиора Элияху) в обмен на 16-й пик драфта 2012 года.

## Личная жизнь
Родился в семье Данкана и Мары Бадингер. Дед Чейза по матери, Андрейс Эглитис, был по национальности латышом, который переехал в США во время Второй Мировой войны. Позднее он написал книгу «Человек из Латвии». Старшая сестра Чейза, Бриттани, выступала за волейбольную команду Университета Сан-Франциско, а также выступала на профессиональном уровне в Европе. Старший брат, Данкан, также выступал в этом виде спорта за Университет Лонг-Бич, а затем продолжил карьеру в Европе.

## Статистика

### Статистика в НБА
| Сезон                                                                                    | Команда   | Регулярный сезон | Регулярный сезон | Регулярный сезон | Регулярный сезон | Регулярный сезон | Регулярный сезон | Регулярный сезон | Регулярный сезон | Регулярный сезон | Регулярный сезон | Регулярный сезон | Серия плей-офф | Серия плей-офф | Серия плей-офф | Серия плей-офф | Серия плей-офф | Серия плей-офф | Серия плей-офф | Серия плей-офф | Серия плей-офф | Серия плей-офф | Серия плей-офф |
| Сезон                                                                                    | Команда   | GP               | GS               | MPG              | FG%              | 3P%              | FT%              | RPG              | APG              | SPG              | BPG              | PPG              | GP             | GS             | MPG            | FG%            | 3P%            | FT%            | RPG            | APG            | SPG            | BPG            | PPG            |
| ---------------------------------------------------------------------------------------- | --------- | ---------------- | ---------------- | ---------------- | ---------------- | ---------------- | ---------------- | ---------------- | ---------------- | ---------------- | ---------------- | ---------------- | -------------- | -------------- | -------------- | -------------- | -------------- | -------------- | -------------- | -------------- | -------------- | -------------- | -------------- |
| 2009/10                                                                                  | Хьюстон   | 74               | 4                | 20,1             | 44,1             | 36,9             | 77,0             | 3,0              | 1,2              | 0,5              | 0,1              | 8,9              | Не участвовал  | Не участвовал  | Не участвовал  | Не участвовал  | Не участвовал  | Не участвовал  | Не участвовал  | Не участвовал  | Не участвовал  | Не участвовал  | Не участвовал  |
| 2010/11                                                                                  | Хьюстон   | 78               | 22               | 22,3             | 42,5             | 32,5             | 85,5             | 3,6              | 1,6              | 0,5              | 0,2              | 9,8              | Не участвовал  | Не участвовал  | Не участвовал  | Не участвовал  | Не участвовал  | Не участвовал  | Не участвовал  | Не участвовал  | Не участвовал  | Не участвовал  | Не участвовал  |
| 2011/12                                                                                  | Хьюстон   | 58               | 9                | 22,4             | 44,2             | 40,2             | 77,1             | 3,7              | 1,3              | 0,5              | 0,1              | 9,6              | Не участвовал  | Не участвовал  | Не участвовал  | Не участвовал  | Не участвовал  | Не участвовал  | Не участвовал  | Не участвовал  | Не участвовал  | Не участвовал  | Не участвовал  |
| 2012/13                                                                                  | Миннесота | 23               | 1                | 22,1             | 41,4             | 32,1             | 76,2             | 3,1              | 1,1              | 0,6              | 0,3              | 9,4              | Не участвовал  | Не участвовал  | Не участвовал  | Не участвовал  | Не участвовал  | Не участвовал  | Не участвовал  | Не участвовал  | Не участвовал  | Не участвовал  | Не участвовал  |
| 2013/14                                                                                  | Миннесота | 41               | 8                | 18,3             | 39,4             | 35,0             | 82,1             | 2,5              | 0,8              | 0,5              | 0,0              | 6,7              | Не участвовал  | Не участвовал  | Не участвовал  | Не участвовал  | Не участвовал  | Не участвовал  | Не участвовал  | Не участвовал  | Не участвовал  | Не участвовал  | Не участвовал  |
| 2014/15                                                                                  | Миннесота | 67               | 4                | 19,2             | 43,3             | 36,4             | 82,7             | 3,0              | 1,0              | 0,7              | 0,1              | 6,8              | Не участвовал  | Не участвовал  | Не участвовал  | Не участвовал  | Не участвовал  | Не участвовал  | Не участвовал  | Не участвовал  | Не участвовал  | Не участвовал  | Не участвовал  |
| 2015/16                                                                                  | Индиана   | 49               | 2                | 14,9             | 41,8             | 29,0             | 70,8             | 2,5              | 1,0              | 0,6              | 0,2              | 4,4              | Не участвовал  | Не участвовал  | Не участвовал  | Не участвовал  | Не участвовал  | Не участвовал  | Не участвовал  | Не участвовал  | Не участвовал  | Не участвовал  | Не участвовал  |
| 2015/16                                                                                  | Финикс    | 17               | 0                | 11,8             | 51,1             | 23,5             | 62,5             | 1,7              | 0,9              | 0,2              | 0,1              | 3,2              | Не участвовал  | Не участвовал  | Не участвовал  | Не участвовал  | Не участвовал  | Не участвовал  | Не участвовал  | Не участвовал  | Не участвовал  | Не участвовал  | Не участвовал  |
|                                                                                          | Всего     | 407              | 50               | 19,7             | 43,0             | 35,2             | 79,7             | 3,0              | 1,2              | 0,5              | 0,2              | 7,9              | Не участвовал  | Не участвовал  | Не участвовал  | Не участвовал  | Не участвовал  | Не участвовал  | Не участвовал  | Не участвовал  | Не участвовал  | Не участвовал  | Не участвовал  |
| Наведите курсор мыши на аббревиатуры в заголовке таблицы, чтобы прочесть их расшифровку. |           |                  |                  |                  |                  |                  |                  |                  |                  |                  |                  |                  |                |                |                |                |                |                |                |                |                |                |                |

### Статистика в колледже
| Сезон                                                                                   | Команда | GP  | GS  | MPG  | FG%  | 3P%  | FT%  | RPG | APG | SPG | BPG | PPG  |  |
| --------------------------------------------------------------------------------------- | ------- | --- | --- | ---- | ---- | ---- | ---- | --- | --- | --- | --- | ---- |  |
| 2006/07                                                                                 | Аризона | 31  | 31  | 33,0 | 48,5 | 36,8 | 84,5 | 5,8 | 2,0 | 1,1 | 0,4 | 15,6 |  |
| 2007/08                                                                                 | Аризона | 34  | 34  | 35,3 | 44,5 | 37,8 | 71,8 | 5,4 | 2,9 | 1,1 | 0,2 | 17,1 |  |
| 2008/09                                                                                 | Аризона | 35  | 35  | 37,6 | 48,0 | 39,9 | 80,1 | 6,2 | 3,4 | 1,4 | 0,5 | 18,0 |  |
|                                                                                         | Всего   | 100 | 100 | 35,4 | 46,9 | 38,2 | 78,2 | 5,8 | 2,8 | 1,2 | 0,4 | 17,0 |  |
| Наведите курсор мыши на аббревиатуры в заголовке таблицы, чтобы прочесть их расшифровку |         |     |     |      |      |      |      |     |     |     |     |      |  |

### Статистика в других лигах
| Сезон                                                                                   | Команда   | Лига              | GP | GS | MPG  | FG%  | 3P%  | FT%  | RPG | APG | SPG | BPG | PPG |  |
| 2016/17                                                                                 | Все клубы | Все лиги          | 51 | 28 | 19,5 | 47,8 | 27,5 | 80,0 | 4,3 | 1,1 | 0,5 | 0,2 | 7,2 |  |
| 2016/17                                                                                 | Баскония  | Евролига          | 29 | 16 | 18,9 | 49,1 | 32,8 | 85,2 | 3,8 | 1,2 | 0,6 | 0,1 | 6,8 |  |
| 2016/17                                                                                 | Баскония  | Чемпионат Испании | 20 | 10 | 19,5 | 46,4 | 20,0 | 78,1 | 4,9 | 1,0 | 0,5 | 0,3 | 7,5 |  |
| 2016/17                                                                                 | Баскония  | Кубок Испании     | 2  | 2  | 28,2 | 47,1 | 33,3 | 0,0  | 6,5 | 1,5 | 0,5 | 0,5 | 9,0 |  |
|                                                                                         |           | Всего             | 51 | 28 | 19,5 | 47,8 | 27,5 | 80,0 | 4,3 | 1,1 | 0,5 | 0,2 | 7,2 |  |
| Наведите курсор мыши на аббревиатуры в заголовке таблицы, чтобы прочесть их расшифровку |           |                   |    |    |      |      |      |      |     |     |     |     |     |  |